# Daphniphyllaceae
Daphniphyllaceae é uma família de plantas angiospérmicas (plantas com flor - divisão Magnoliophyta), pertencente à ordem Saxifragales. O grupo contém cerca de 35 espécies, todas classificadas no género Daphniphyllum.
A ordem à qual pertence esta família está por sua vez incluida na classe Magnoliopsida (Dicotiledóneas): desenvolvem portanto embriões com dois ou mais cotilédones.